# Cayo Cluilio
Cayo Cluilio (en latín Gaius Cluilius) fue un rey legendario de Alba Longa. 

## Leyenda
Cayo Cluilio y Mecio Fufecio son los dos reyes albanos cuyos nombres nos han llegado únicamente a través de los relatos de Tito Livio, ya que Dionisio de Halicarnaso no los incluyó en su lista de monarcas de Alba Longa. 
Fue contemporáneo del rey romano Tulio Hostilio (673-641 a. C.). Ante la pujanza de Roma, y viendo en peligro la hegemonía de Alba Longa en el Lacio, Cayo Cluilio emprendió la guerra contra los romanos. Según Livio, murió por causas naturales antes de que se hubiese decidido el resultado de la guerra. Fue sucedido por Mecio Fufecio.